# Cecil Green
Cecil Green (* 30. September 1919 in Dallas, Texas; † 29. Juli 1951 in Winchester, Indiana) war ein US-amerikanischer Automobilrennfahrer.

## Karriere
Green gewann zwischen 1948 und 1950 zahlreiche Rennen und Titel in Midget-Cars. Danach bestritt er hauptsächlich Rennen zur AAA-National-Serie. sein bestes Ergebnis erreichte er 1951 in Milwaukee als zweiter in einem Kurtis Kraft-Offenhauser.
Er startete in seiner Karriere zweimal bei den 500 Meilen von Indianapolis,  Bei seinem ersten Start 1951 erreichte er auf einem Kurtis-Kraft-3000-Offenhauser mit einem Rückstand von einer Runde auf den Sieger Johnnie Parsons den vierten Rang. 1951 wieder auf einem Kurtis-Kraft-3000-Offenhauser, schied er in Runde 80 mit einem Motorschaden aus. Da das Rennen zwischen 1950 und 1960 auch als Weltmeisterschaftslauf der Formel 1 gewertet wurde, stehen auch zwei Grand-Prix-Starts in seiner Erfolgsstatistik.
Er starb bei einem Trainingsunfall auf dem Winchester Speedway.

## Statistik

### Indy-500-Ergebnisse
| Jahr | Startnr. | Start | Qual (km/h) | Ergebnis | Runden | Führung | Ausfall |
| ---- | -------- | ----- | ----------- | -------- | ------ | ------- | ------- |
| 1950 | 54       | 12    | 213,879     | 4        | 137    | 0       |         |
| 1951 | 4        | 10    | 212,237     | 22       | 80     | 5       | Motor   |

| Legende  | Legende            | Legende                                                          |
| Farbe    | Abkürzung          | Bedeutung                                                        |
| -------- | ------------------ | ---------------------------------------------------------------- |
| Gold     | –                  | Sieg                                                             |
| Silber   | –                  | 2. Platz                                                         |
| Bronze   | –                  | 3. Platz                                                         |
| Grün     | –                  | Platzierung in den Punkten                                       |
| Blau     | –                  | Klassifiziert außerhalb der Punkteränge                          |
| Violett  | DNF                | Rennen nicht beendet (did not finish)                            |
| Violett  | NC                 | nicht klassifiziert (not classified)                             |
| Rot      | DNQ                | nicht qualifiziert (did not qualify)                             |
| Rot      | DNPQ               | in Vorqualifikation gescheitert (did not pre-qualify)            |
| Schwarz  | DSQ                | disqualifiziert (disqualified)                                   |
| Weiß     | DNS                | nicht am Start (did not start)                                   |
| Weiß     | WD                 | zurückgezogen (withdrawn)                                        |
| Hellblau | PO                 | nur am Training teilgenommen (practiced only)                    |
| Hellblau | TD                 | Freitags-Testfahrer (test driver)                                |
| ohne     | DNP                | nicht am Training teilgenommen (did not practice)                |
| ohne     | INJ                | verletzt oder krank (injured)                                    |
| ohne     | EX                 | ausgeschlossen (excluded)                                        |
| ohne     | DNA                | nicht erschienen (did not arrive)                                |
| ohne     | C                  | Rennen abgesagt (cancelled)                                      |
| ohne     | keine WM-Teilnahme |                                                                  |
| sonstige | P/fett             | Pole-Position                                                    |
| sonstige | 1/2/3/4/5/6/7/8    | Punktplatzierung im Sprint-/Qualifikationsrennen                 |
| sonstige | SR/kursiv          | Schnellste Rennrunde                                             |
| sonstige | *                  | nicht im Ziel, aufgrund der zurückgelegten Distanz aber gewertet |
| sonstige | ()                 | Streichresultate                                                 |
| sonstige | unterstrichen      | Führender in der Gesamtwertung                                   |